# 홍승휘
홍승휘(1989년 4월 16일 ~ )는 대한민국의 배우이다.

## 출연작

### 드라마
- 《같이 살래요》 (2018년, KBS2) - 김태우 대리 역
- 《백희가 돌아왔다》 (2016년, KBS2)
- 《떴다! 패밀리》 (2015년, SBS)
- 《미생》 (2014년, tvN) - 홍승휘 역
- 《파랑새는 있다》 (2014년, TV조선)
- 《닥터 진》 (2012년, MBC)
- 《K-팝 최강 서바이벌》 (2012년, 채널A)
- 《드림하이 2》 (2012년, KBS2)
- 《난폭한 로맨스》 (2012년, KBS2)
- 《여인의 향기》 (2011년, SBS)